# 双环［2.2.2］辛烯
双环[2.2.2]辛烯是一种有机化合物，化学式为C8H12。它可以1,3-环己二烯为原料，经N-双环[2.2.2]辛亚基对甲苯磺酰肼中间体制得。它和溴化氢在乙酸中反应，可以得到2-溴双环[2.2.2]辛烷。它可以被氢气或肼还原为双环[2.2.2]辛烷。